# مشهور (اسم)
مشهور هو اسم علم مذكر من أصل عربي معناه معروف وذو سمعة.

## شخصيات تحمل الاسم
- مشهور بن عبد العزيز آل سعود
- مشهور أبو دقة
- مشهور بن حسن آل سلمان
- مشهور أحمد مشهور
- مشهور الضامن
- مشهور حديثة الجازي
- مشهور عبد الله مقبل أحمد الصبري
- مشهور بن سعود بن عبد العزيز آل سعود